# Яблуневе (Звягельський район)
Яблуне́ве — село (до 2010 — селище) в Україні, у Брониківській сільській громаді Звягельського району Житомирської області. Населення становить 48 осіб.